# Австрийская теория экономических циклов
Австрийская теория экономических циклов — теория, объясняющая экономические циклы с точки зрения Австрийской школы. Согласно теории экономические циклы являются непосредственным следствием неэффективных и деструктивных политик центрального банка, которые приводят к длительному занижению процентных ставок, увеличению фидуциарных денег за счет кредитной экспансии, что способствует выдаче в чрезмерных объёмах кредитов, возникновению спекулятивных экономических пузырей и уменьшению сбережений.

## Основные принципы
Сначала, путём выдачи кредитов, увеличивается предложение денег; предприниматели склоняются к ошибочным инвестициям — излишне инвестируя в производственные процессы, более оторванные от текущих потребностей и имеющие большую продолжительность. Впоследствии цены и доходы от начальных факторов растут, и растёт потребление, и предприниматели осознают, что инвестиции в масштабное производство были нецелесообразными. Первый этап называется «бумом» (подъёмом, ростом), второй этап — выявление убыточных инвестиций — является «кризисом» (спадом). Депрессия является следующим этапом, в течение которого убыточные предприятия банкротятся, а факторы производства должны быстро вернуться в более «реальное» производство. Ликвидация нездоровых предприятий, «свободных мощностей» ложно созданного предприятия и незапланированный простой оригинальных факторов производства должны быстро и массово переключиться на более низкие уровни производства — что и происходит на этапе депрессии.

## Возможные последствия
Этап депрессии приходит после этапа подъёма. Во время подъёма происходит инфляция, в основном, за счёт кредитов. Во время кризиса банки вынуждены ужесточать требования для получения кредитов, что приводит к уменьшению объёмов кредитования. Другими словами, уменьшение объёмов кредитования влечет уменьшение денежной массы, то есть вызывает дефляцию.
Другим возможным последствием является рост спроса на деньги через:
1. ожидание падения цен из-за кризиса и уменьшение спроса; люди будут экономить деньги с целью больших покупок в будущем;
2. должники будут платить долги, направляя расходы на погашение кредитов;
3. нестабильность на рынках заставляет инвесторов откладывать проекты.

Вместе замедлением роста денежной массы и увеличением спроса на деньги, цены падают.